# Magyarhomorog
Magyarhomorog (früher: Homorog) ist eine ungarische Gemeinde im Kreis Berettyóújfalu im Komitat Hajdú-Bihar. Sie liegt sechs Kilometer von der Grenze zu Rumänien entfernt.

## Geografie
Magyarhomorog wird von der Sebes-Körös durchflossen und grenzt an das Komitat Békés und an folgende Gemeinden:
| Zsáka  | Furta Mezősas                               | Körösszegapáti |
| Komádi | Kompassrose, die auf Nachbargemeinden zeigt | Körösszakál    |
|        |                                             | Biharugra (BE) |

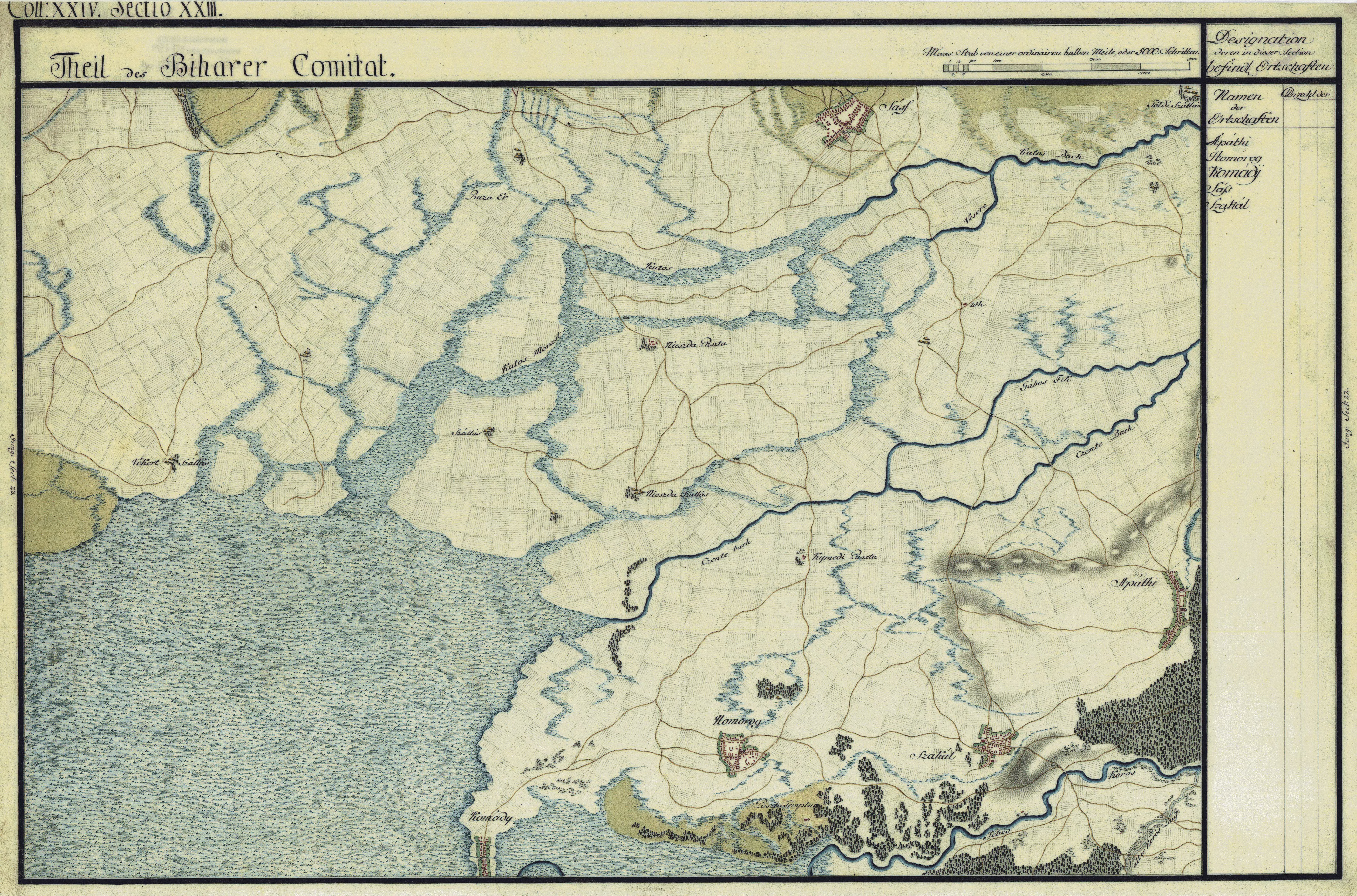
Homorog (Mitte unten) um 1782 (Aufnahmeblatt der Josephinischen Landesaufnahme)
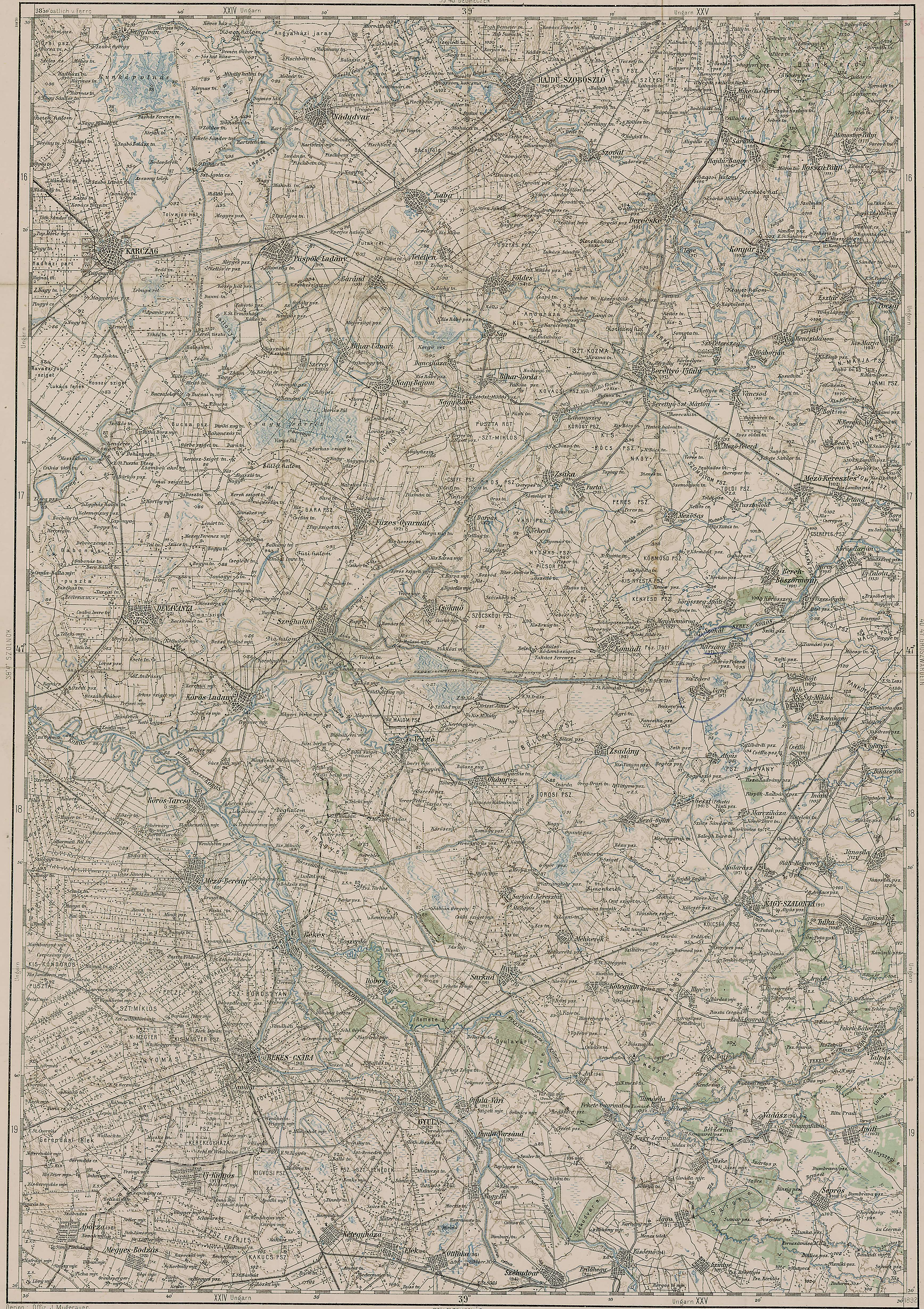
Mgy-Homorog (N 47° 2'; O 39° 14') um 1892 (Aufnahmeblatt der Franzisco-Josephinischen Landesaufnahme)

## Sehenswürdigkeiten
- Reformierte Kirche, erbaut 1894